# Coppa dell'Europa Centrale 1935
La Coppa dell'Europa Centrale 1935 fu la nona edizione della Coppa dell'Europa Centrale e venne vinta, per la seconda volta, dai cecoslovacchi dell'AC Sparta Praha. Capocannoniere con 9 reti fu György Sárosi del Ferencvárosi FC.
La manifestazione si svolse con la stessa formula della precedente edizione. Ognuna delle nazioni partecipanti: Austria, Cecoslovacchia, Ungheria ed Italia, inviava le prime quattro classificate del proprio campionato, anche se gli austriaci riservavano un posto per la vincitrice della Coppa d'Austria.

## Partecipanti
| Nazione                   | Squadra                                                       | Campionato | Note                                |
| ------------------------- | ------------------------------------------------------------- | --- | ----------------------------------- |
| Austria (bandiera)        | SK Rapid FK Austria SK Admira First Vienna FC                 | Campione d'Austria 1934-35 Vincitrice Coppa d'Austria 1934-35 Vicecampione d'Austria 1934-35 3º campionato d'Austria 1934-35                              | 8º campionato d'Austria 1934-35     |
| Cecoslovacchia (bandiera) | SK Slavia Praha AC Sparta Praha SK Zidenice SK Viktoria Plzeň | Campione di Cecoslovacchia 1934-35 Vicecampione di Cecoslovacchia 1934-35 3º campionato di Cecoslovacchia 1934-35 4º campionato di Cecoslovacchia 1934-35 |                                     |
| Ungheria (bandiera)       | Újpesti FC Ferencvárosi FC Hungária FC Szegedi FC             | Campione d'Ungheria 1934-35 Vicecampione d'Ungheria 1934-35 3º campionato d'Ungheria 1934-35 4º campionato d'Ungheria 1934-35                             | Vincitrice Coppa d'Ungheria 1934-35 |
| Italia (bandiera)         | Juventus FC AS Ambrosiana Inter AC Fiorentina AS Roma         | Campione d'Italia 1934-35 Vicecampione d'Italia 1934-35 3º campionato d'Italia 1934-35 4º campionato d'Italia 1934-35                                     |                                     |

## Torneo

### Ottavi di finale
| Squadra 1           | Totale | Squadra 2       | Andata | Ritorno |
| ------------------- | ------ | --------------- | ------ | ------- |
| SK Admira           | 4 - 9  | Hungária FC     | 3 - 2  | 1 - 7   |
| SK Viktoria Plzeň   | 4 - 8  | Juventus FC     | 3 - 3  | 1 - 5   |
| First Vienna FC     | 4 - 6  | AC Sparta Praha | 1 - 1  | 3 - 5   |
| Újpesti FC          | 3 - 6  | AC Fiorentina   | 0 - 2  | 3 - 4   |
| SK Rapid            | 4 - 5  | SK Zidenice     | 2 - 2  | 2 - 3   |
| AS Roma             | 3 - 9  | Ferencvárosi FC | 3 - 1  | 0 - 8   |
| Szegedi FC          | 2 - 4  | SK Slavia Praha | 1 - 4  | 1 - 0   |
| AS Ambrosiana Inter | 3 - 8  | FK Austria      | 2 - 5  | 1 - 3   |

#### Andata
| Arbitro: | Camillo Caironi |

|                                   |           |                 |
| Durspekt 36’ Stoiber 39’ Vogl 73’ | Marcatori | 59’, 61’ Müller |

| Arbitro: | Hans Frankenstein |

|                                |           |          |
| Scopelli 23’, 72’ Cattaneo 26’ | Marcatori | 41’ Móré |

| Arbitro: | Pal von Hertzka |

|                     |           |                            |
| Průša 25’, 52’, 55’ | Marcatori | 79’ Hochreiter 85’ Kaburek |

| Arbitro: | Mihály Iváncsics |

|                            |           |                            |
| Bina 19’ Bíro 36’ Hess 60’ | Marcatori | 24’ Borel 33’, 61’ Ferrari |

| Arbitro: | Adolf Miesz |

|            |           |                                  |
| Bognár 30’ | Marcatori | 13’, 17’, 54’ Kopecký 84’ Bradac |

| Arbitro: | Bruno Pfützner |

|                 |           |                                                      |
| Meazza 78’, 83’ | Marcatori | 16’ Viertl 26’ Sindelar 60’, 70’ Stroh 73’ Jerusalem |

| Arbitro: | Augustin Krist |

|  |           |                       |
|  | Marcatori | 19’ Comini 36’ Gringa |

| Arbitro: | Otello Sassi |

|           |           |             |
| Holec 35’ | Marcatori | 71’ Nejedly |

#### Ritorno
| Arbitro: | Ferenc Majorszky |

|                                                     |           |                                   |
| Zajicek 15’, 50’ (rig.), 85’ Braine 44’ Nejedly 46’ | Marcatori | 8’ Fischer 47’, 71’ (rig.) Pollak |

| Arbitro: | Bruno Pfützner |

|                                                                                   |           |  |
| Sárosi 24’ (rig.), 30’, 40’ (rig.), 61’ (rig.) Toldi 58’ Kemény 76’, 80’ Kiss 76’ | Marcatori |  |

| Arbitro: | Alois Beranek |

|                                          |           |           |
| Ferrari 6’, 87’ Borel 25’, 69’ Diena 39’ | Marcatori | 80’ Horak |

| Arbitro: | Pozzoni |

|  |           |            |
|  | Marcatori | 50’ Mester |

| Arbitro: | Frantisek Cejnar |

|                                                           |           |                 |
| Titkos 31’, 84’, 86’ Cseh 60’, 72’, 82’ Müller 87’ (rig.) | Marcatori | 76’ Humenberger |

| Arbitro: | Adolf Rosenberger |

|                                    |           |                         |
| Fasanelli 27’, 43’, 82’ Comini 47’ | Marcatori | 28’, 49’ Avar 69’ Seres |

| Arbitro: | Francesco Mattea |

|                       |           |                    |
| Binder 4’ Kaburek 54’ | Marcatori | 41’ Nývlt 44’ Rulc |

| Arbitro: | Frigyes Klug |

|                        |           |             |
| Sindelar 13’, 31’, 78’ | Marcatori | 25’ Demaría |

### Quarti di finale
| Squadra 1       | Totale | Squadra 2       | Andata | Ritorno |
| --------------- | ------ | --------------- | ------ | ------- |
| Hungária FC     | 2 - 4  | Juventus FC     | 1 - 3  | 1 - 1   |
| AC Sparta Praha | 8 - 4  | AC Fiorentina   | 7 - 1  | 1 - 3   |
| SK Zidenice     | 5 - 8  | Ferencvárosi FC | 4 - 2  | 1 - 6   |
| SK Slavia Praha | 2 - 2  | FK Austria      | 1 - 0  | 1 - 2   |

#### Andata
| Arbitro: | Rinaldo Barlassina |

|            |           |  |
| Bradac 24’ | Marcatori |  |

| Arbitro: | Mihály Iváncsics |

|                                                                        |           |            |
| Zajicek 23’ Nejedly 40’, 52’ Kalocsay 58’ Faczinek 60’, 79’ Braine 79’ | Marcatori | 48’ Gringa |

| Arbitro: | Raffaele Scorzoni |

|                                        |           |                     |
| Rulc 12’ Nývlt 30’ Šterc 54’ Průša 88’ | Marcatori | 49’ Kiss 51’ Sárosi |

| Arbitro: | Alois Beranek |

|                   |           |                                   |
| Müller 75’ (rig.) | Marcatori | 50’ Ferrari 65’ Gabetto 67’ Diena |

#### Ritorno
| Arbitro: | Hans Frankenstein |

|                             |           |              |
| Viani II 30’, 51’ Negro 35’ | Marcatori | 58’ Faczinek |

| Arbitro: | Adolf Miesz |

|                                                   |           |           |
| Sárosi 9’, 47’ Kiss 43’ Toldi 54’, 85’ Táncos 85’ | Marcatori | 16’ Šterc |

| Arbitro: | Ján Bízik |

|             |           |            |
| Ferrari 14’ | Marcatori | 47’ Titkos |

| Arbitro: | Pal von Hertzka |

|                         |           |            |
| Jerusalem 22’ Stroh 52’ | Marcatori | 16’ Bradac |

#### Spareggio
| Arbitro: | Francesco Mattea |

|                                                         |           |                      |
| Viertl 16’ Sindelar 33’ Molzer 37’ Nausch 57’ Stroh 72’ | Marcatori | 69’ Puc 88’ Vytlacil |

### Semifinali
| Squadra 1       | Totale | Squadra 2   | Andata | Ritorno |
| --------------- | ------ | ----------- | ------ | ------- |
| Ferencvárosi FC | 6 - 5  | FK Austria  | 4 - 2  | 2 - 3   |
| AC Sparta Praha | 3 - 3  | Juventus FC | 2 - 0  | 1 - 3   |

#### Andata
| Arbitro: | Alois Beranek |

|                                 |           |  |
| Faczinek 43’ Zajicek 67’ (rig.) | Marcatori |  |

| Arbitro: | Bruno Pfützner |

|                                    |           |                   |
| Sárosi 36’, 61’ Kiss 47’ Toldi 87’ | Marcatori | 31’, 80’ Sindelar |

#### Ritorno
| Arbitro: | Mihály Iváncsics |

|                            |           |             |
| Prendato 1’ Borel 52’, 90’ | Marcatori | 65’ Nejedly |

| Arbitro: | Bruno Pfützner |

|                                              |           |                |
| Sindelar 30’ Jerusalem 46’ Adamek 58’ (rig.) | Marcatori | 43’, 67’ Toldi |

#### Spareggio
| Arbitro: | Bert Fogg |

|                                               |           |          |
| Zajicek 21’, 87’ Braine 37’, 85’ Faczinek 40’ | Marcatori | 70’ Foni |

### Finale
Gare giocate l'8 e 15 settembre
| Squadra 1       | Totale | Squadra 2       | Andata | Ritorno |
| --------------- | ------ | --------------- | ------ | ------- |
| Ferencvárosi FC | 2 - 4  | AC Sparta Praha | 2 - 1  | 0 - 3   |

#### Andata
| Arbitro: | Walden |

|                    |           |            |
| Toldi 16’ Kiss 27’ | Marcatori | 71’ Braine |

| FERENCVAROSI FC: |  |                   |
|                  |  |                   |
| P                |  | József Háda       |
| D                |  | Gyula Polgár      |
| D                |  | Lajos Korányi     |
| C                |  | Károly Mikes      |
| C                |  | János Móré        |
| C                |  | Nándor Bán        |
| A                |  | Mihai Tänzer      |
| A                |  | Gyula Kiss        |
| A                |  | György Sárosi (c) |
| A                |  | Géza Toldi        |
| A                |  | Tibor Kemény      |
| Allenatore:      |  |                   |
| Zoltán Blum      |  |                   |

| AC SPARTA PRAHA:   |  |                    |
|                    |  |                    |
| P                  |  | Bohumil Klenovec   |
| D                  |  | Jaroslav Burgr (c) |
| D                  |  | Josef Čtyřoký      |
| C                  |  | Josef Košťálek     |
| C                  |  | Jaroslav Bouček    |
| C                  |  | Erich Srbek        |
| A                  |  | Ferdinand Faczinek |
| A                  |  | Oldřich Zajíček    |
| A                  |  | Raymond Braine     |
| A                  |  | Oldřich Nejedlý    |
| A                  |  | Géza Kalocsay      |
| Allenatore:        |  |                    |
| František Sedláček |  |                    |

#### Ritorno
| Arbitro: | Fogg |

|                             |           |  |
| Faczinek 26’ Braine 34’ 69’ | Marcatori |  |

| AC SPARTA PRAHA:   |  |                    |
|                    |  |                    |
| P                  |  | Bohumil Klenovec   |
| D                  |  | Jaroslav Burgr (c) |
| D                  |  | Josef Čtyřoký      |
| C                  |  | Josef Košťálek     |
| C                  |  | Jaroslav Bouček    |
| C                  |  | Erich Srbek        |
| A                  |  | Ferdinand Faczinek |
| A                  |  | Oldřich Zajíček    |
| A                  |  | Raymond Braine     |
| A                  |  | Oldřich Nejedlý    |
| A                  |  | Géza Kalocsay      |
| Allenatore:        |  |                    |
| František Sedláček |  |                    |

| FERENCVAROSI FC: |  |                   |
|                  |  |                   |
| P                |  | József Háda       |
| D                |  | Gyula Polgár      |
| D                |  | Lajos Korányi     |
| C                |  | Károly Mikes      |
| C                |  | János Móré        |
| C                |  | Nándor Bán        |
| A                |  | Mihai Tänzer      |
| A                |  | Gyula Kiss        |
| A                |  | György Sárosi (c) |
| A                |  | Géza Toldi        |
| A                |  | Tibor Kemény      |
| Allenatore:      |  |                   |
| Zoltán Blum      |  |                   |

## Classifica marcatori
|  | Gol | Marcatore          | Squadra         |
|  | --- | ------------------ | --------------- |
|  | 9   | György Sárosi      | Ferencvárosi FC |
|  | 8   | Matthias Sindelar  | FK Austria      |
|  | 7   | Oldřich Zajíček    | AC Sparta Praha |
|  | 7   | Raymond Braine     | AC Sparta Praha |
|  | 6   | Felice Borel       | Juventus FC     |
|  | 6   | Ferdinand Faczinek | AC Sparta Praha |
|  | 6   | Gyula Kiss         | Ferencvárosi FC |
|  | 6   | Géza Toldi         | Ferencvárosi FC |
|  | 5   | Giovanni Ferrari   | Juventus FC     |
|  | 5   | Oldřich Nejedlý    | AC Sparta Praha |
|  | 4   | Václav Průša       | SK Zidenice     |
|  | 4   | Heinrich Müller    | Hungária FC     |
|  | 4   | Pál Titkos         | Hungária FC     |
|  | 4   | Josef Stroh        | FK Austria      |
|  |     |                    |                 |